# Одзегахара
Одзегахара (яп. 尾瀬ヶ原 одзэгахара) — горное плато и лежащее на нём верховое болото в Японии, в префектурах Фукусима, Гумма и Ниигата. Входит в национальный парк Одзе (выделен в 2007 году из национального парка Никко). Признано рамсарским угодьем в 2005 году. Площадь болота составляет 7,6 км² (849 га), оно является крупнейшим горным болотом и крупнейшим верховым болотом Японии.
Болото занимает западную часть горного плато, лежащего между пиками Сибуцу и Хиутигатаке, на высоте 1400—1420 м над уровнем моря. Ширина болота составляет 1-2 км, длина — 6 км. Водно-болотные угодья включают в себя также озеро Одзе-Нума, лежащее восточнее в той же впадине. Более полугода болото покрывает снег глубиной в 3-5 м, что приводит к интенсивному образованию торфа. Глубина торфа составляет около 6 м.
Лишь менее трети площади охраняемой зоны принадлежат государству (2425 га — министерству сельского хозяйства, лесных угодий и рыбного промысла, 9 га — министерству окружающей среды), а 72 % территории владеет электрическая компания. Ранее имелись планы сооружения на этом месте водохранилища для выработки электроэнергии, но компания согласилась сохранить болото.
Одзе относится к бассейну реки Тадами и важна для естественной регуляции стока. Болото находится в зоне типичного горного климата.
Среднегодовая норма осадков — 1775 мм, среднегодовая температура +4,6°С. Согласно измерениям метеостанции Хиноэмата, в регионе среднегодовая норма осадков составляет 1560 мм, средняя январская температура — (−3,8)°C, средняя температура августа — 20,3 °C.
Через болото протекает несколько ручьёв, разделяющих его на части, имеющие собственные названия: область западнее ручья Ками-но-обори называется Камитасиро (上田代), между ручьями Симо-но-обори и Нумадзири — Накатасиро (中田代), к северу от ручья Нумадзири — Симотасиро (下田代). Также через болото протекает ручей Ёппи (яп. ヨッピ川, Ёппигава), один из истоков Тадами, чьё название происходит из айнского.
Несколько миллионов лет назад на месте болота лежало горное плато, сформированное осадочными породами юрского периода или палеозоя (формация Хиноэмата) и гранитом. На западной оконечности плато началось образование серпентинитовой горы Сибуцу. В плиоцене началась вулканическая активность. Сперва начала извергаться гора Кейдзуру; в плейстоцене за этим последовал ряд извержений вулканов Сусугамине, Сарабусе и других, что привело к формированию щитового вулкана. На месте нынешнего болота реки размывали вулканическую породу, образовав неглубокую впадину.
В плейстоцене в этой впадине в результате извержения вулкана Хиутигатаке образовалось подпрудное озеро (около 16 тыс. лет назад), позже заполнившееся осадками и останками болотных растений и пересохшее, сегодня на болоте остаются около 400-1800 небольших прудов. Возраст болота составляет около 6000 лет, формирование торфа началось около 8-10 тыс. лет назад.
На болоте произрастает лизихитон камчатский, символ Одзе и весны. Также у воды растёт калужница болотная. В отдалении от открытой водной поверхности преобладают олиготрофные (бедные питательными веществами) почвы, питающиеся лишь дождевой водой, там растут типичные болотные растения — сфагновый мох и пушица влагалищная. Кроме этого, в Одзегахаре произрастают альпийские растения, такие как сосна стланиковая, и субальпийские растения, такие как берёза Эрмана, ель и пихта Мариса. Из редких и исчезающих видов встречаются местный подвид кубышки малой (N. pumilum var. ozeense), японолирион и лилейник Миддендорфа (см. лилейник). Всего в районе Одзегахары произрастает 19 эндемичных видов растений. В Одзегахаре встречаются такие крупные млекопитающие, как гималайский медведь и японский серау.
По Одзегахаре проложено несколько туристических троп, ещё одна тропа соединяет болото с озером Одзе-Нума. У западного края болота есть центр для посетителей. Местность особенно популярна весной, когда цветёт лизихитон, и в сезон осенних красок. Развивается экотуризм. Для защиты природы национального парка туристам разрешено ходить только по оборудованным тропам. Зимой из-за обильных снегопадов парк закрыт для посетителей.
В конце 1940-х годов на месте болота планировалось возвести плотину. Противники этого стали проводить протесты и основали Ассоциацию сохранения Одзе (яп. 尾瀬保存期成同盟 Одзэ ходзон кисэй до:мэй). В результате болото было спасено, а ассоциация стала предшественником Японского общества защиты природы, образованного после её роспуска в 1951 году. Поэтому некоторые называют Одзе «местом, где родилось японское природоохранное движение».
В 1990-е годы началось проникновение на территорию болота пятнистых оленей, приносящих вред местной экосистеме. Исследователи связывают это с глобальным потеплением.